# 鲍里斯·格里戈里耶维奇·费奥多罗夫

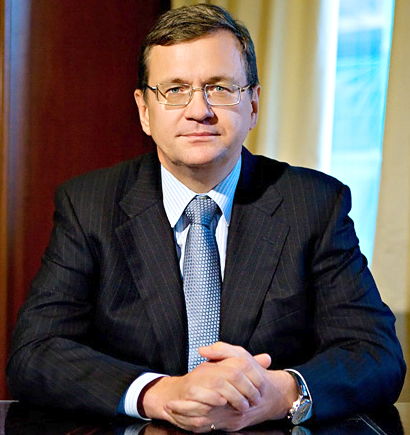
鲍·格·费奥多罗夫

鲍里斯·格里戈里耶维奇·费奥多罗夫（俄语：Борис Григорьевич Фёдоров，1958年2月13日—2008年11月20日）是一位俄罗斯经济学家。

## 生平
1958年出生於莫斯科，俄罗斯经济学家、政治家、改革家，曾任俄罗斯副总理、财政部长和俄罗斯国家杜马议员，还在欧洲重建和发展银行、世界银行和俄罗斯天然气工业股份公司等单位工作，著作超过200部。
2008年11月20日，费奥多罗夫在伦敦因中风逝世。